# 酸化イッテルビウム(III)
酸化イッテルビウム(III)は、化学式Yb2O3で表される化合物。イッテルビウムの化合物の中でも最も一般的に見られる化合物の1つである。2つの異なる6つの配位（非八面体）環境でイッテルビウム原子につながる取り除かれた陰イオンの4分の1の蛍石構造と関連する「立方晶C型希土類三二酸化物」構造を持っている。

## 用途
- ガラスやエナメルの着色剤
- レーザーのガーネット結晶用のドーパント
- 光ファイバー